# Cantón de Chabanais
El cantón de Chabanais era una división administrativa francesa, que estaba situada en el departamento de Charente y la región de Poitou-Charentes.

## Composición
El cantón estaba formado por once comunas:
- Chabanais
- Chabrac
- Chassenon
- Chirac
- Étagnac
- Exideuil
- La Péruse
- Pressignac
- Saint-Quentin-sur-Charente
- Saulgond
- Suris

## Supresión del cantón de Chabanais
En aplicación del Decreto n.º 2014-195 de 20 de febrero de 2014, el cantón de Chabanais fue suprimido el 22 de marzo de 2015 y sus 11 comunas pasaron a formar parte del nuevo cantón de Charente-Vienne.